# Выборг (станция)
Вы́борг — крупная узловая железнодорожная станция Санкт-Петербургского отделения Октябрьской железной дороги, расположенная в городе Выборге. Пассажирский терминал станции расположен по адресу: Вокзальная площадь, 1.
Финский каменный вокзал, построенный в 1913 году, был уничтожен (кроме багажного отделения) во время Второй мировой войны. Нынешнее здание вокзала было возведено уже в советский период.

## История
Первое здание выборгского вокзала было построено в 1869 году, к открытию железнодорожной линии Санкт-Петербург — Гельсингфорс. Строение было деревянным и располагалось ближе к автомобильному путепроводу «Железнодорожный мост» на Папулу, близ излома Железнодорожной улицы у домов 13 и 15.
В 1913 году по проекту финских архитекторов Элиэля Сааринена и Германа Гезелиуса было построено новое гранитное здание вокзала в стиле северного модерна. В проекте здания явно прослеживались черты, характерные для других работ данных архитекторов, таких, как здание вокзала в Хельсинки. Например, по аналогии с вокзалом в финской столице, где центральный вход в здание станции с двух сторон украшают две человеческие фигуры, с обеих сторон у центрального входа на выборгский вокзал архитектором были установлены по две скульптуры медведей.
| - Первое здание выборгского вокзала | - Второе здание выборгского вокзала - Третье здание выборгского вокзала |

В 1906—1917 годах на вокзале неоднократно бывал В. И. Ленин, о чём напоминает установленная на новом здании мемориальная доска.
Во время советско-финской войны 1941—1944 годов главное здание выборгского железнодорожного вокзала было взорвано отступающими советскими войсками. Сохранилась небольшая часть вокзала финской постройки — багажное отделение — и две гранитные статуи медведей с фасада: одна включена в фонтанную композицию на Театральной площади, а другая установлена в Треугольном сквере напротив современного здания вокзала.

## Современное здание вокзала
Современное здание станции, построенное в 1953 году, являет собой типичный образец вокзальной архитектуры провинциального сталинского ампира. Авторы проекта — А. В. Васильев, Д. С. Гольдгор, С. Б. Сперанский и А. Н. Берков.
На 1 этаже 2-этажного здания вокзала расположены: главный зал и кассовый зал пригородного сообщения, справочное бюро, окно дежурного по вокзалу, магазин печатной продукции, кондитерских изделий, справочные и платёжные терминалы, банкоматы, табло с расписанием поездов, камеры хранения и туалеты. Также на 1 этаже расположены турникеты, контролирующие проход к поездам пригородного сообщения. 2 этаж представляет собой балкон по периметру главного зала, на котором установлены места для ожидающих. Также на 2 этаже имеются кассовый зал дальнего сообщения и отделение таможенно-пограничного контроля.
Прибытие и отправление поездов дальнего следования (на Москву, Хельсинки) осуществляется с боковой платформы № 4. Пригородные поезда (кроме поездов направления Выборг — Лужайка — Бусловская) прибывают и отправляются с платформ №№ 2, 3, 4. Движение же пригородных электропоездов бусловского направления осуществляется с платформы № 5. Платформы №№ 2, 3, 4, 5 — островные, соединены между собой. Проход в здание вокзала и выход в город осуществляются по подземному пешеходному переходу.
Справа относительно фасада здания, выходящего на площадь, в современный вокзал встроена небольшая сохранившаяся часть вокзала финской постройки — багажное отделение.

## Железнодорожное сообщение
Станция Выборг является важным транспортным узлом на пути следования железнодорожных поездов из России в Финляндию и обратно. Для поездов дальнего следования Москва — Хельсинки и Санкт-Петербург — Хельсинки станция является пунктом прохождения таможенного досмотра с российской стороны. Также на станции производилась смена электровоза постоянного тока на двухсистемный электровоз ВЛ82М или тепловоз, для прохождения нейтральной вставки 3 кВ/25 кВ на российско-финской границе. Станция Выборг также является конечным остановочным пунктом для пригородных поездов. По состоянию на июль 2014 года обслуживаются следующие направления:
- Выборг — Зеленогорск — Санкт-Петербург (электропоезда, в том числе «Ласточка»)
- Выборг — Лужайка — Бусловская (электропоезда)
- Выборг — Приморск — Зеленогорск — Санкт-Петербург (РА2)
- Выборг — Каменногорск — Хийтола (РА2)

Ранее на станции обслуживались также направления:
- Выборг — Каменногорск — Светогорск (тепловозо-вагонные поезда, отменены с 21 июля 2014 года)
- Выборг — Вещево — Житково (тепловозо-вагонные поезда, до Житково отменены в 1999 году, остальные — с 1 апреля 2009 года)
- Выборг — Высоцк (тепловозо-вагонные поезда, отменены в 2004 году)

Количество пригородных поездов, заходящих на станцию, достигает 30 пар в сутки.
С 2010 года на линии Хельсинки — Санкт-Петербург запущены высокоскоростные поезда Allegro (серия Pendolino). Поезда принадлежат совместной российско-финской компании Karelian Trains и благодаря им время путешествия между городами сократилось до 3,5 часов, вместо 5,5.
По состоянию на весну 2022 года курсирование международных поездов по станции не осуществляется.